# Заставная улица (Великий Новгород)
Заста́вная — улица в Великом Новгороде. Находится в северной части Торговой стороны, на территории бывшей Никольской слободы. 
Проходит параллельно валу Окольного города от Большой Московской до Пестовской улицы. Протяжённость — 300 м.
В XX веке назвалась Завальной. В 1958 году решением Новгорисполкома переименована в Заставную. Название происходит от Кордегардии у Московской заставы (см. Кордегардия у Петербургской заставы), расположенной на пересечении Большой Московской с валом.
Застройка односторонняя, по чётной стороне. На улице находятся несколько жилых многоквартирных домов, а также училище искусств имени Рахманинова.